# Карпати (санаторій)
Готельно-курортний комплекс «Карпати» (ТзОВ «ГКК „Карпати“», колишній санаторій «Карпати») — один із популярних готельно-курортних комплексів Західної України, що розташований у м.Трускавець.

## Розташування
Санаторій розташований у південній частині міста Трускавця, на вулиці Карпатській, біля ставка Солониця.

## Історія
Будівництво комплексу розпочато в 1980 р . під опікунством Леонтія Дунця; відкриття відбулося 1 липня 1993 р .

## Загальний опис

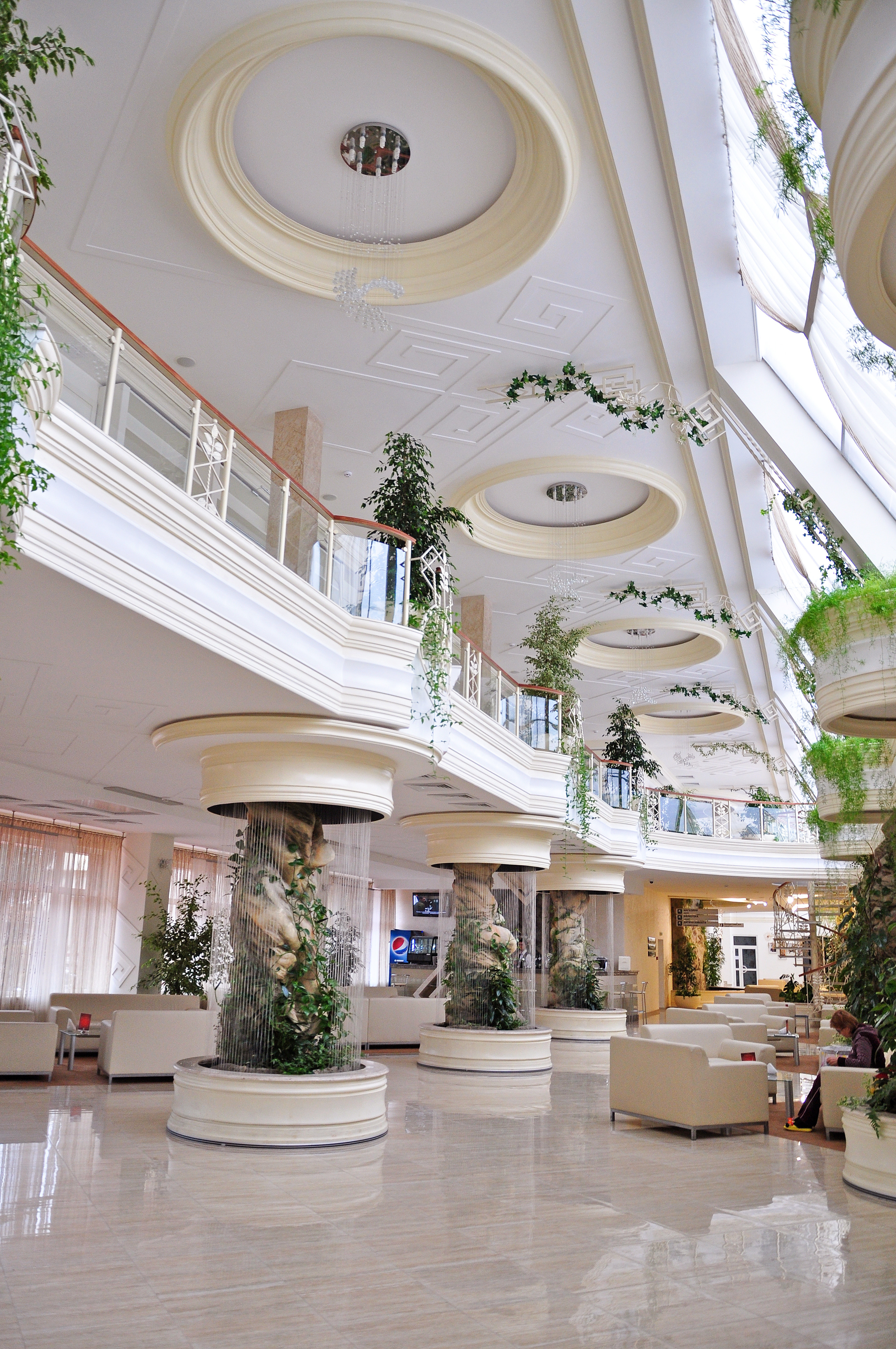
Рецепція санаторія Карпати (центральний хол, цілодобовий лобі-бар)

ГКК «Карпати» розташований на околиці південно-східної частини міста Трускавця, в оточені садів, по сусідству з міським водосховищем та лісовим масивом. В оточуючий ландшафт вписався 9-ти поверховий спальний корпус на 460 місць, зблокований перехідними галереями з клубом, їдальнею, лікувальним і спортивно-оздоровчим корпусом.
Головний вхід прикрашає скульптурна композиція «Джерела Трускавця» роботи львівського скульптора Василя Ярича, які символізують трускавецькі мінеральні води «Нафтусю», «Марію» і «Софію». Концепція художнього оформлення була продиктована самою назвою «Карпати». Отож, комплекс декорований художньою ковкою, різьбою по дереві, скульптурами, живописом, керамікою в стилі і дусі культурної традиції Західної України.
Територія «Карпат» площею 6,6 га відзначається різко вираженим падінням рельєфу в південно-східному напрямку з перепадом поверхні до десяти метрів.
До міського парку і бювету мінеральних вод № 1 (цілюща вода «Нафтуся») — 10 хвилин ходьби, але в комплексі є також свій бювет мінеральних вод.
Указом Президента України від 31 грудня 1993 року санаторій «Карпати» відзначено престижною Державною премією України з архітектури. Парк «Підгір'я» нагороджений Великою золотою медаллю ГРАН-ПРІ лауреата Національної премії в галузі ландшафтної архітектури та дизайну «Квітуча Україна 2008». «Карпати» визначені «Підприємством року 2010» за версією міжнародного економічного рейтингу «Ліга найкращих» за даними Державного комітету статистики України та відповідно до EUROPEAN STANDART RATING серед 350 000 суб'єктів господарювання України. А також вручено Орден «Зірка економіки України» та сертифікат «Керівник року 2010» — генеральному директору санаторію «Карпати» Леву Ярославовичу Грицаку.
Навесні, 15 квітня 2000 року, в Арктиці на Північному полюсі вперше здійнявся Державний прапор України. Поруч із українським прапором та із прапором Українського козацтва було піднято на Північному полюсі прапор з емблемою санаторію «Карпати».

## Лікування

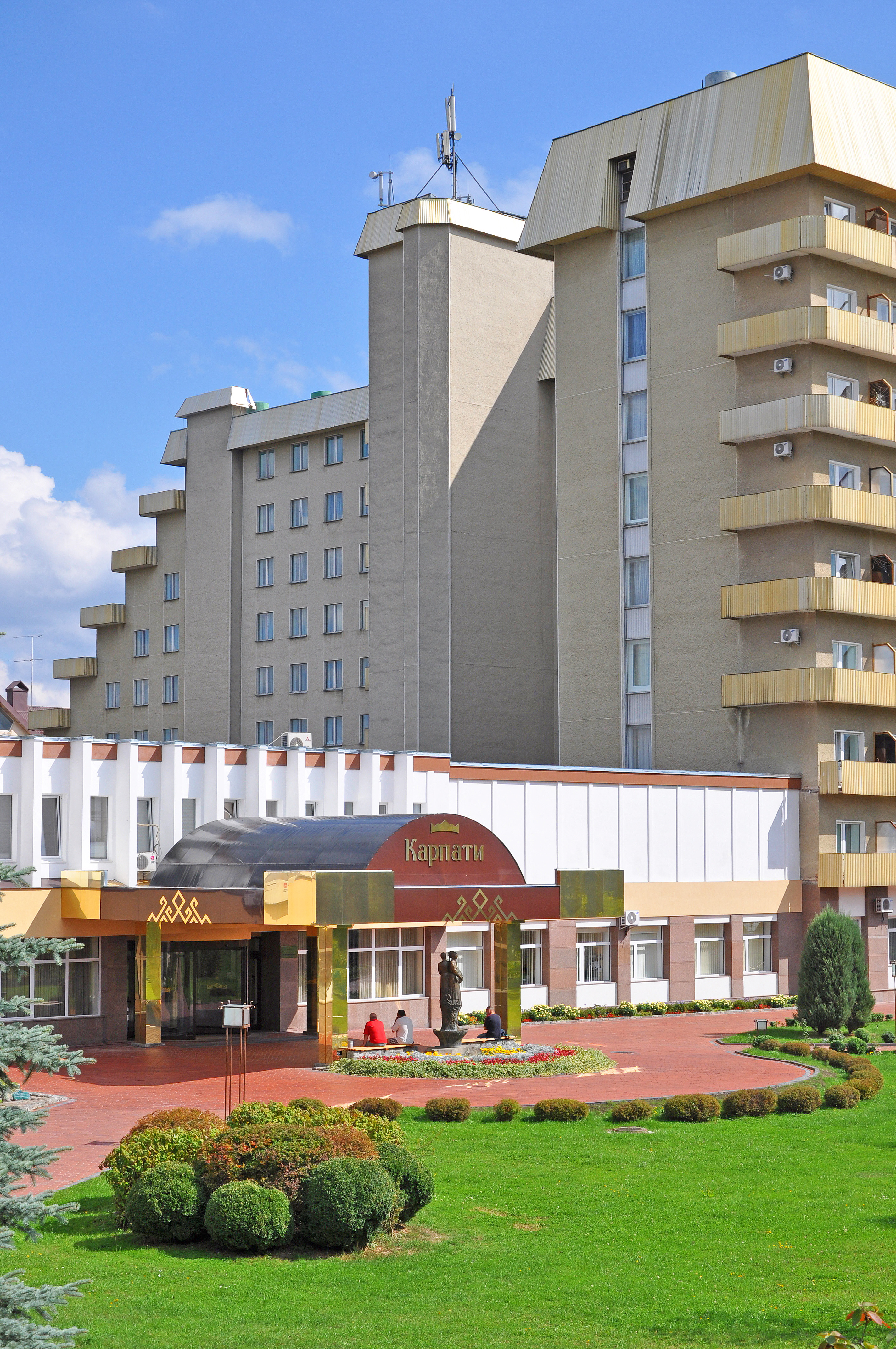
Центральний вхід в санаторій Карпати (фасад готелю)

На базі санаторію «Карпати» проводиться лікування захворювань серцевосудинної, нервової, сечостатевої, опорно-рухової систем, хроничних захворювань дихальних шляхів, шлунково-кишкового тракту, нирок, печінки, сечокам'яного, жовчнокам'яного захворювання, порушень обміну речовин.